# Francesco Scardamaglia
Francesco Scardamaglia (Varese, 23 febbraio 1945 – Roma, 17 ottobre 2010) è stato uno sceneggiatore, produttore televisivo, produttore cinematografico e regista cinematografico italiano, attivo in particolare nella fiction televisiva RAI.
Come sceneggiatore ha firmato diversi film di genere, fra cui spaghetti western e poliziotteschi.

## Filmografia

### Sceneggiatore

#### Cinema
- Maciste l'eroe più grande del mondo, regia di Michele Lupo (1963)
- Sette contro tutti, regia di Michele Lupo (1965)
- Quella sporca storia nel West, regia di Enzo G. Castellari (1968)
- Il momento di uccidere, regia di Giuliano Carnimeo (1968)
- Ammazzali tutti e torna solo, regia di Enzo G. Castellari (1968)
- Delitto al circolo del tennis, regia di Franco Rossetti (1969)
- Le tue mani sul mio corpo, regia di Brunello Rondi (1970)
- ...altrimenti ci arrabbiamo!, regia di Marcello Fondato (1974)
- A mezzanotte va la ronda del piacere, regia di Marcello Fondato (1975)
- Charleston, regia di Marcello Fondato (1977)
- Lo chiamavano Bulldozer, regia di Michele Lupo (1978)
- Uno sceriffo extraterrestre... poco extra e molto terrestre, regia di Michele Lupo (1979)
- Chissà perché... capitano tutte a me, regia di Michele Lupo (1980)
- Bomber, regia di Michele Lupo (1982)

#### Televisione
- All'ultimo minuto – serie TV, episodi 1x01-1x04-2x03 (1971-1972)
- Il giovane Garibaldi, regia di Franco Rossi – miniserie TV, 2 puntate (1974)
- Quo vadis?, regia di Franco Rossi – miniserie TV, 6 puntate (1985)
- Un bambino di nome Gesù, regia di Franco Rossi – miniserie TV, 2 puntate (1988)
- A rischio d'amore, regia di Vittorio Nevano – miniserie TV, 2 puntate (1994)
- In fondo al cuore, regia di Luigi Perelli – miniserie TV, 2 puntate (1997)
- Lourdes, regia di Lodovico Gasparini – miniserie TV, 2 puntate (2000)
- Qualcuno da amare, regia di Giuliana Gamba – miniserie TV, 2 puntate (2000)
- La memoria e il perdono, regia di Giorgio Capitani – miniserie TV, 2 puntate (2001)
- Papa Giovanni - Ioannes XXIII, regia di Giorgio Capitani – miniserie TV, 2 puntate (2002)
- Madre Teresa, regia di Fabrizio Costa – miniserie TV, 2 puntate (2003)
- Renzo e Lucia, regia di Francesca Archibugi – miniserie TV, 2 puntate (2004)
- Virginia, la monaca di Monza, regia di Alberto Sironi – miniserie TV, 2 puntate (2004)
- Maigret – serie TV, 2 episodi (2004)
- Papa Luciani - Il sorriso di Dio, regia di Giorgio Capitani – miniserie TV, 2 puntate (2006)
- Puccini, regia di Giorgio Capitani – miniserie TV, 2 puntate (2009)
- Eroi per caso, regia di Alberto Sironi – miniserie TV, 2 puntate (2011)
- Dove la trovi una come me?, regia di Giorgio Capitani – miniserie TV, 2 puntate (2011)
- Paolo Borsellino - I 57 giorni, regia di Alberto Negrin – film TV (2012)
- Barabba, regia di Roger Young – miniserie TV, 2 puntate (2012)
- Tango per la libertà, regia di Alberto Negrin – miniserie TV, 2 puntate (2016)
- Una pallottola nel cuore – serie TV, 8 episodi (2014-2016)

### Sceneggiatore e regista
- Vita selvaggia, selvaggia terra (1969)
- Maschi e femmine, co-regia di Augusto Caminito – documentario (1972)